# Мария Елизавета Баварская (1914—2011)
Мари́я Елизаве́та Франци́ска Жозе́фа Тере́за Бава́рская (нем. Maria Elisabeth Franziska Josepha Therese von Bayern; 9 сентября 1914, Нимфенбург — 13 мая 2011, Рио-де-Жанейро) — баварская принцесса из династии Виттельсбахов, дочь принца Франца Баварского и принцессы Изабеллы Антонии фон Круа, внучка короля Баварии Людвига III; супруга принца Педру Энрике Орлеан-Браганса, претендента на бразильский престол.

## Биография
Мария Елизавета родилась в мюнхенском дворце Нимфенбург, Королевство Бавария, 9 сентября 1914 года. Принцесса стала первой дочерью и вторым ребёнком в семье баварского принца Франца и принцессы Изабеллы Антонии фон Круа. По отцу приходилась внучкой последнему королю Баварии Людвигу III и эрцгерцогине Марии Терезии Австрийской, по матери — Карлу Альфреду, герцогу фон Круа и принцессе Людмиле Аренбергской. У неё был старший брат Людвиг и младший брат Рассо и три сестры: Альдегунда Мария, Элеонора Мария и Доротея.
Девочка родилась в начале Первой мировой войны. Все её родственники, включая отца, воевали на фронте. Детство и юность принцессы пришлись на годы войны и нестабильности в Германии, и последующая за этим революция 1918 года, свергнувшая монархический строй в германских государствах. До совершеннолетия Мария Елизавета росла в имении своей бабушки Марии Терезы в венгерском городе Шарвар. В 1930 году Баварский королевский дом вернулся в Баварию. Им было возвращено огромное количество имущества и резиденций, которые были конфискованы после революции.
После прихода к власти Гитлера, дядя принцессы кронпринц Рупрехт стал врагом фюрера. Вся семья была вынуждена уехать в Италию. Вторая жена Рупрехта, кронпринцесса Антония и их дети были захвачены в плен нацистами, в то время как остальной семье удалось выехать за границу. Вскоре семья была освобождена, но здоровье Антонии резко пошатнулось и она скончалась через девять лет в Швейцарии. Мария Елизавета получала образование, которая давали ей родители; также её учили живописи. Принцесса стала специалистом в росписи фарфора, традиционном искусстве Баварии.

### Брак
19 августа 1937 года Мария Елизавета вышла замуж за бразильского принца Педру Энрике Орлеан-Браганса, главу одной из двух ветвей императорского дома Орлеан-Браганса и претендента на престол. Он был сыном принца Луиша Орлеан-Браганса и принцессы Марии ди Грации Бурбон-Сицилийской, правнук последнего императора Бразилии Педру II. Свадьба состоялась в часовне дворца Нимфенбург.
Сначала супруги проживали во Франции. Педру Энрике несколько раз пытался эмигрировать в Бразилию, но ему был воспрещён въезд. В 1945 году они смогли вернуться в Бразилию, где стали жить во дворце Грао-Пара, Рио-де-Жанейро. В 1951 году они переехали в город Жакарезинью в Паране, где жили до 1964 года. В 1965 году семья переехала в Васорас.
В 1981 году принц Педру Энрике умер. Мария Елизавета проживала в Рио-де-Жанейро. Она посещала Баварию и Бельгию, где жили её дочери после замужества. В 2004 году принцесса отпраздновала своё 90-летие, на которое съехались многочисленные родственники и дети. Это событие освещалось в бразильской прессе и на больших экранах. Скончалась Мария Елизавета 14 мая 2011 года в возрасте 96 лет.

### Дети
В браке с принцем Педру Энрике Орлеан-Браганса Мария Елизавета родила двенадцать детей:
- принц Луиш Гастан Мария Жозе Пиу (6 июня 1938 — 15 июля 2022) — один из двух нынешних претендентов на бразильский престол, не женат, детей не имеет
- принц Эудес Мария Раньери Педру Жозе (8 июня 1939 — 13 августа 2020[2]), в 1966 году отказался от прав на наследование императорского престола. Был дважды женат. Первая жена - Ана Мария Мораес и Баррос с 1967 года - 1976 году, развод, двое детей. Вторая жена - Марседес Невес да Роха, имеют четверых детей:
  - Луи Орлеан-Браганса (род. 1969) - от первого брака
  - Анна Орлеан-Браганса (род. 1971) - от первого брака
  - Эудес Орлеан-Браганса (род. 1977) - от второго брака
  - Антуанетта Орлеан-Браганса (род. 1979) - от второго брака, сестра-близнец Марии
  - Мария Орлеан-Браганса (род. 1979) - от второго брака, сестра-близнец Антуанетты
  - Гай Орлеан-Браганса (род. 1984) - от второго брака
- принц Бертран Мария Жозе Пиу Жануарио (род. 2 февраля 1941) — императорский принц Бразилии (с 1981 года), не женат, детей не имеет
- принцесса Изабелла Мария Жозефа Энриета Франсиска (5 апреля 1944 — 5 ноября 2017), замужем не была, детей нет
- принц Педро де Алькантара Энрике Мария Мигель Габриэль Рафаэль Гонзага (род. 1 декабря 1945) — отказался от прав на императорский трон в 1972 году. В 1974 году женился на Марии де Фатиме де Ласерда Роха, имеют пятерых детей
  - Мария Орлеан-Браганса (род. 1975)
  - Мария Каролина Орлена-Браганса (род. 1978)
  - Габриэль Жозе Орлеан-Браганса (род. 1980)
  - Мария де Фатима Орлеан-Браганса (род. 1988)
  - Мария Мануэлла Орлеан-Браганса (род. 1989)
- принц Фернандо Динис Мария Жозе Мигель Габриель Рафаэль Гонзага (род. 2 февраля 1948), в 1975 году отказался от прав на императорский престол. В том же 1975 году женился на Марии де Граса Баэре де Араухо, трое детей
  - Изабель Мария Орлеан-Браганса (род. 1978), с 2009 года замужем за графом Александром цу Штольберг-Штольберг, двое детей
  - Мария да Глория Орлеан-Браганса (род. 1982)
  - Луи Орлеан-Браганса (род. 1984)
- принц Антониу Жоао Мария Жозе Жоржи Мигель Габриэль Рафаэль Гонзага (24 июня 1950 — 8 ноября 2024), в 1981 году женился на принцессе Кристине де Линь (прод. 1955). Супруги имели четверых детей:
  - Педру-Луиш (1983-2009), погиб в авиакатастрофе
  - Амелия де Фатима Орлеан-Браганса (род. 1984)
  - Рафаэл Орлеан-Браганса (род. 1986)
  - Габриэлла Орлеан-Браганса (род. 1989)
- принцесса Элеонора Мария Жозефа Роза Филиппа Мигэла Габриэла Рафаэла Гонзага (род. 20 мая 1953). В 1981 году вышла замуж за принца Мишеля де Линь (род. 1951), двое детей
  - Аликс де Линь (род. 1984)
  - Анри де Линь (род. 1989)
- принц Франсиско  Мария Жозе Рассо Мигель Габриэль Рафаэль Гонзага (род. 6 апреля 1955), отказался от прав наследования престола в 1980 году. Был женат с 1980 года на Клаудии Регине Кодинхо, имеют троих детей:
  - Мария-Изабелла Орлеан-Браганса (род. 1982)
  - Мария-Тереза Орлеан-Браганса (род. 1984), сестра-близнец Марии-Элеоноры
  - Мария-Элеонора Орлеан-Браганса (род. 1984) - сестра-близнец Марии-Терезы
- принц Альберто Мария Жозе Жоао Мигель Гарбриэль Рафаэль Гонзага (род. 23 июня 1957), отказался от прав наследования престола в 1980 году. Женат с 1983 года на Марице Рибас Бокель, имеют четверых детей
  - Педру-Альберто Орлеан-Браганса (род. 1988)
  - Мария Беатрис Орлеан-Браганса (род. 1990)
  - Анна Тереза Орлеан-Браганса (род. 1995)
  - Антонио Альберто Орлеан-Браганса (род. 1997)
- принцесса Мария Тереза Альдегунда Луиза Жозефа Микаэла Габриэла Рафаэла Гонзага (род. 14 июля 1959), вышла замуж в 1995 году за Жана Хессель де Жонга, один сын
  - Рояуми-Уни де Жонга (род. 1997)
- принцесса Мария Габриэла Доротея Изабелла Жозефа Микаэла Габриэла Рафаэла Гонзага (род. 14 июля 1959), в 2003 году она вышла замуж за Теодора Сенна де Хангрия Мачадо, развелись в 2005 году.

## Награды
- Орден Святой Елизаветы
- Орден Терезы
- Благороднейший орден Звёздного креста
- Константиновский орден Святого Георгия, большой крест
- Мальтийский орден